# Nathalie Cook
Nathalie Cook nasceu em 1976 em Berkshire, Inglaterra.
Foi a primeira modelo oficial que promoveu o jogo Tomb Raider na ECTS em 1996, e mais tarde em 1997 apareceu em alguma revistas e jornais na Inglaterra.
Poucas pessoas têm o conhecimento de que esta foi a primeira modelo oficial, devido às poucas promoções do jogo na altura.